# Abánades
Abánades és un municipi de la província de Guadalajara, a la comunitat autònoma de Castella-La Manxa.

## Demografia
| 1991 |  | 1996 |  | 2001 |  | 2004 |  | 2006 |  | 2007 |
| ---- |  | ---- |  | ---- |  | ---- |  | ---- |  | ---- |
| 128  |  | 125  |  | 114  |  | 107  |  | 97   |  | 94   |